# Hans Dersch
Hans Dersch, né le 25 décembre 1967 à Alexandria (Virginie), est un nageur américain.

## Palmarès

### Jeux olympiques
- Barcelone 1992
  -  Médaille d'or en 4 × 100 m 4 nages (participation aux séries)[1].